# Borneomymar
Borneomymar  (лат.) — род перепончатокрылых насекомых из семейства Mymaridae (Chalcidoidea). Мадагаскар и Юго-Восточная Азия (Сулавеси, Борнео).

## Описание
Микроскопического размера наездники: общая длина тела от 0,7 до 2,2 мм. Основная окраска тела желтовато-коричневая. Усики состоят из скапуса, педицеля, жгутика (из 8 сегментов) и булавы (из 1 члеников). Лицо без субантеннальных бороздок. Петиоль между грудкой и брюшком короче своей ширины. Передние крылья примерно в 4 раза длиннее своей ширины. Лапки 5-члениковые.

## Систематика и этимология
Borneomymar сходен с вымершим родом Myanmymar по форме крыла и жилкованию и с современными родами мимарид (Boudiennyia, Eustochomorpha) с которыми разделяет признаки строения жилкования переднего крыла, лапок и жгутика. 
Род и типовой вид были впервые описаны в 2002 году канадским энтомологом Джоном Губером (John T. Huber, Natural Resources Canada, Оттава, Канада). Родовое название Borneomymar происходит от имени типового местонахождения на острове Борнео.
- Borneomymar discus Huber, 2002
- Borneomymar madagascar Huber, 2002
- Borneomymar primitivum Huber, 2002